# ليوبولد فيغل

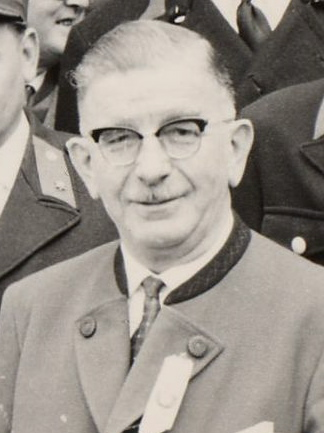
ليوبولد فيغل

ليوبولد فيغل (بالألمانية: Leopold Figl) ـ (2 أكتوبر 1902 ـ 9 مايو 1965) هو سياسي نمساوي من حزب الشعب النمساوي (الديمقراطيون المسيحيون). كان مهندسًا زراعيًا، وهو أول مستشار اتحادي للبلاد بعد الحرب العالمية الثانية (20 ديسمبر 1945 ـ 2 أبريل 1953)، وأصغر مستشار اتحادي سنًا في تاريخ النمسا بعد الحرب. كما شغل منصب وزير الخارجية في عهد المستشار يوليوس راب في الفترة من 26 نوفمبر 1953 إلى 9 يونيو 1959، ومثّل أثناء ذلك الحكومة النمساوية في توقيع معاهدة الدولة النمساوية سنة 1955.
كان راب أيضًا راعيًا للحركة الكشفية النمساوية في الفترة من سنة 1960 إلى سنة 1964، ورئيسًا لرابطة الكشافة النمساوية من سنة 1964 حتى وفاته.
توفي فيغل في فيينا سنة 1965، ودُفن في قبر شرفي (بالألمانية: Ehrengrab) في المقبرة المركزية.

## روابط خارجية
- ليوبولد فيغل على موقع IMDb (الإنجليزية)
- ليوبولد فيغل على موقع مونزينجر (الألمانية)
- ليوبولد فيغل على موقع ديسكوغز (الإنجليزية)
- ليوبولد فيغل على موقع كينوبويسك (الروسية)